# Шейн Касас
Шейн Касас (25 грудня 1999 , Сан-Дієго, Каліфорнія ) — американський плавець, чемпіон світу на короткій воді, багаторазовий призер чемпіонатів світу.